# Binaural (álbum)
Binaural é o sexto álbum de estúdio da banda Pearl Jam, lançado a 16 de Maio de 2000. Marca a entrada de Matt Cameron, que havia sido baterista do Soundgarden (que acabou dois anos antes do lançamento de Binaural). O nome deste álbum se refere a uma técnica de som, binaural, utilizada na gravação das faixas. É mais evidente a percepção deste modo de gravação na música Nothing As It Seems. A capa do álbum refere-se a uma imagem feita pela NASA da nebulosa conhecida por MyCn18 localizada a 8 mil anos-luz de distância da Terra.
| Críticas profissionais                                                      | Críticas profissionais |
| Avaliações da crítica                                                       | Avaliações da crítica  |
| Fonte                                                                       | Avaliação              |
| --------------------------------------------------------------------------- | ---------------------- |
| Allmusic                                                                    | [ 1 ]                  |
| E! Online                                                                   | (B+)                   |
| Entertainment Weekly                                                        | (B)                    |
| The Guardian                                                                | [ 4 ]                  |
| NME                                                                         | (9/10)                 |
| Q Magazine                                                                  | [ 6 ]                  |
| Rolling Stone                                                               | [ 7 ]                  |
| Spin Magazine                                                               | [ 8 ]                  |
| Time                                                                        | (favorable)            |
| Esta tabela precisa de ser acompanhada por texto em prosa. Consulte o guia. |                        |

## Faixas
1. "Breakerfall" (Eddie Vedder) – 2:19
2. "Gods' Dice" (Jeff Ament) – 2:26
3. "Evacuation" (Matt Cameron, Vedder) – 2:56
4. "Light Years" (Stone Gossard, Mike McCready, Vedder) – 5:06
5. "Nothing as It Seems" (Ament) – 5:22
6. "Thin Air" (Gossard) – 3:32
7. "Insignificance" (Vedder) – 4:28
8. "Of the Girl" (Gossard) – 5:07
9. "Grievance" (Vedder) – 3:14
10. "Rival" (Gossard) – 3:38
11. "Sleight of Hand" (Ament, Vedder) – 4:47
12. "Soon Forget" (Vedder) – 1:46
13. "Parting Ways" (Vedder) – 7:17

## Paradas musicais
| País/Parada (2000)                    | Melhor posição |
| ------------------------------------- | -------------- |
| Austrália (ARIA)                      | 1              |
| Áustria (Ö3 Austria Top 40)           | 8              |
| Bélgica (Ultratop Flandres)           | 5              |
| Bélgica (Ultratop Valônia)            | 34             |
| Canadá (Billboard)                    | 2              |
| Danish Albums (Hitlisten)             | 20             |
| Países Baixos (Dutch Charts)          | 5              |
| Finlândia (Suomen virallinen lista)   | 10             |
| França (SNEP)                         | 12             |
| Alemanha (Offizielle Deutsche Charts) | 4              |
| Hungria (MAHASZ)                      | 21             |
| Irlanda (IRMA)                        | 6              |
| Itália (FIMI)                         | 2              |
| Japanese Albums (Oricon)              | 18             |
| Nova Zelândia (RMNZ)                  | 1              |
| Noruega (VG-lista)                    | 2              |
| Escócia (Official Scottish Albums)    | 5              |
| Spanish Albums (PROMUSICAE)           | 11             |
| Suécia (Sverigetopplistan)            | 6              |
| Suíça (Schweizer Hitparade)           | 8              |
| Reino Unido (Official Albums Chart)   | 5              |
| Estados Unidos (Billboard 200)        | 2              |

## Músicos
- Eddie Vedder - voz, guitarra e ukulele
- Matt Cameron - bateria
- Jeff Ament - baixo
- Mike McCready - guitarra solo
- Stone Gossard - guitarra base e violão